# 殺し
『殺し』（原題: La commare secca）は、ベルナルド・ベルトルッチ監督が1962年に製作したイタリア映画。

## 概要
当時21歳のベルトルッチが、ピエル・パオロ・パゾリーニの原案をもとに監督し、彼の処女作となった。本作はヴェネツィア国際映画祭で高く評価された。

## ストーリー
ローマで起きた娼婦殺しの容疑者たちが取り調べを受ける。その容疑者の回想シーンでストーリーは組み立てられていく。しかし、全員の証言が微妙に食い違っている。真犯人は最後までわからない展開となっている。

## キャスト
- フランチェスコ・ルイウ
- ジャンカルロ・デ・ローザ
- ヴィンチェンツォ・チッコラ
- レナート・トロイアーニ
- アルフレード・レッジ
- アルヴァロ・デルコーレ
- ロマーノ・ラバーテ
- ロレンツァ・ベネデッティ
- アレン・ミジェット
- エミー・ロッチ

## スタッフ
- 監督：ベルナルド・ベルトルッチ
- 製作：アントニオ・チェルヴィ
- 脚本：ベルナルド・ベルトルッチ、セルジオ・チッティ
- 原案：ピエル・パオロ・パゾリーニ
- 撮影：ジャンニ・ナルツィージ
- 音楽：ピエロ・ピッチオーニ
- 編集：アドリアナ・スパダロ